# Manchester United F.C. mùa bóng 1959–60
Mùa giải 1959-60 là mùa giải lần thứ 58 của Manchester United ở The Football League và mùa giải thứ 15 liên tiếp của đội bóng ở Giải hạng nhất Anh. United đứng vị trí thứ bảy trong giải đấu và tiền đạo Dennis Viollet lập được kỷ lục với 32 bàn thắng trong một mùa giải cho câu lạc bộ.

## First Division
| Thời gian            | Đối thủ                 | H/A | Tỷ số Bt-Bb | Cầu thủ ghi bàn                             | Số lượng khán giả |
| -------------------- | ----------------------- | --- | ----------- | ------------------------------------------- | ----------------- |
| 22 tháng 8 năm 1959  | West Bromwich Albion    | A   | 2 – 3       | Viollet (2)                                 | 40,076            |
| 26 tháng 8 năm 1959  | Chelsea                 | H   | 0 – 1       |                                             | 57,674            |
| 29 tháng 8 năm 1959  | Newcastle United        | H   | 3 – 2       | Viollet (2), Charlton                       | 53,257            |
| 2 tháng 9 năm 1959   | Chelsea                 | A   | 6 – 3       | Bradley (2), Viollet (2), Charlton, Quixall | 66,579            |
| 5 tháng 9 năm 1959   | Birmingham City         | A   | 1 – 1       | Quixall                                     | 38,220            |
| 9 tháng 9 năm 1959   | Leeds United            | H   | 6 – 0       | Bradley (2), Charlton (2), Scanlon, Viollet | 48,407            |
| 12 tháng 9 năm 1959  | Tottenham Hotspur       | H   | 1 – 5       | Viollet                                     | 55,402            |
| 16 tháng 9 năm 1959  | Leeds United            | A   | 2 – 2       | Charlton, own goal                          | 34,048            |
| 19 tháng 9 năm 1959  | Manchester City         | A   | 0 – 3       |                                             | 58,300            |
| 26 tháng 9 năm 1959  | Preston North End       | A   | 0 – 4       |                                             | 35,016            |
| 3 tháng 10 năm 1959  | Leicester City          | H   | 4 – 1       | Viollet (2), Charlton, Quixall              | 41,637            |
| 10 tháng 10 năm 1959 | Arsenal                 | H   | 4 – 2       | Charlton, Quixall, Viollet, own goal        | 51,626            |
| 17 tháng 10 năm 1959 | Wolverhampton Wanderers | A   | 2 – 3       | Viollet, own goal                           | 45,451            |
| 24 tháng 10 năm 1959 | Sheffield Wednesday     | H   | 3 – 1       | Viollet (2), Bradley                        | 39,259            |
| 31 tháng 10 năm 1959 | Blackburn Rovers        | A   | 1 – 1       | Quixall                                     | 39,621            |
| 7 tháng 11 năm 1959  | Fulham                  | H   | 3 – 3       | Charlton, Scanlon, Viollet                  | 44,063            |
| 14 tháng 11 năm 1959 | Bolton Wanderers        | A   | 1 – 1       | Dawson                                      | 37,892            |
| 21 tháng 11 năm 1959 | Luton Town              | H   | 4 – 1       | Viollet (2), Goodwin, Quixall               | 40,572            |
| 28 tháng 11 năm 1959 | Everton                 | A   | 1 – 2       | Viollet                                     | 46,095            |
| 5 tháng 12 năm 1959  | Blackpool               | H   | 3 – 1       | Viollet (2), Pearson                        | 45,558            |
| 12 tháng 12 năm 1959 | Nottingham Forest       | A   | 5 – 1       | Viollet (3), Dawson, Scanlon                | 31,666            |
| 19 tháng 12 năm 1959 | West Bromwich Albion    | H   | 2 – 3       | Dawson, Quixall                             | 33,677            |
| 26 tháng 12 năm 1959 | Burnley                 | H   | 1 – 2       | Quixall                                     | 62,376            |
| 28 tháng 12 năm 1959 | Burnley                 | A   | 4 – 1       | Scanlon (2), Viollet (2)                    | 47,253            |
| 2 tháng 1 năm 1960   | Newcastle United        | A   | 3 – 7       | Quixall (2), Dawson                         | 57,200            |
| 16 tháng 1 năm 1960  | Birmingham City         | H   | 2 – 1       | Quixall, Viollet                            | 47,361            |
| 23 tháng 1 năm 1960  | Tottenham Hotspur       | A   | 1 – 2       | Bradley                                     | 62,602            |
| 6 tháng 2 năm 1960   | Manchester City         | H   | 0 – 0       |                                             | 59,450            |
| 13 tháng 2 năm 1960  | Preston North End       | H   | 1 – 1       | Viollet                                     | 44,014            |
| 24 tháng 2 năm 1960  | Leicester City          | A   | 1 – 3       | Scanlon                                     | 33,191            |
| 27 tháng 2 năm 1960  | Blackpool               | A   | 6 – 0       | Charlton (3), Viollet (2), Scanlon          | 23,996            |
| 5 tháng 3 năm 1960   | Wolverhampton Wanderers | H   | 0 – 2       |                                             | 60,560            |
| 19 tháng 3 năm 1960  | Nottingham Forest       | H   | 3 – 1       | Charlton (2), Dawson                        | 35,269            |
| 26 tháng 3 năm 1960  | Fulham                  | A   | 5 – 0       | Viollet (2), Dawson, Giles, Pearson         | 38,250            |
| 30 tháng 3 năm 1960  | Sheffield Wednesday     | A   | 2 – 4       | Charlton, Viollet                           | 26,821            |
| 2 tháng 4 năm 1960   | Bolton Wanderers        | H   | 2 – 0       | Charlton (2)                                | 45,298            |
| 9 tháng 4 năm 1960   | Luton Town              | A   | 3 – 2       | Dawson (2), Bradley                         | 21,242            |
| 15 tháng 4 năm 1960  | West Ham United         | A   | 1 – 2       | Dawson                                      | 34,969            |
| 16 tháng 4 năm 1960  | Blackburn Rovers        | H   | 1 – 0       | Dawson                                      | 45,945            |
| 18 tháng 4 năm 1960  | West Ham United         | H   | 5 – 3       | Charlton (2), Dawson (2), Quixall           | 34,676            |
| 23 tháng 4 năm 1960  | Arsenal                 | A   | 2 – 5       | Giles, Pearson                              | 41,057            |
| 30 tháng 4 năm 1960  | Everton                 | H   | 5 – 0       | Dawson (3), Bradley, Quixall                | 43,823            |

| # | Câu lạc bộ        | Tr | T  | H | B  | Bt  | Bb | Hs    | Điểm |
| - | ----------------- | -- | -- | - | -- | --- | -- | ----- | ---- |
| 6 | Bolton Wanderers  | 42 | 20 | 8 | 7  | 59  | 51 | 1.157 | 48   |
| 7 | Manchester United | 42 | 19 | 7 | 16 | 102 | 51 | 1.275 | 45   |
| 8 | Newcastle United  | 42 | 18 | 8 | 16 | 82  | 78 | 1.051 | 44   |

## FA Cup
| Thời gian           | Vòng đấu | Đối thủ             | H/A | Tỷ số Bt-Bb | Cầu thủ ghi bàn                      | Số lượng khán giả |
| ------------------- | -------- | ------------------- | --- | ----------- | ------------------------------------ | ----------------- |
| 9 tháng 1 năm 1960  | Vòng 3   | Derby County        | A   | 4 – 2       | Goodwin, Charlton, Scanlon, own goal | 33,297            |
| 30 tháng 1 năm 1960 | Vòng 4   | Liverpool           | A   | 3 – 1       | Charlton (2), Bradley                | 56,736            |
| 20 tháng 2 năm 1960 | Vòng 5   | Sheffield Wednesday | H   | 0 – 1       |                                      | 66,350            |